# Saltgruvan i Bochnia
Saltgruvan i Bochnia (polska: Kopalnia soli Bochnia) i södra Polen är en av världens äldsta saltgruvor och den äldsta i Polen. Gruvan öppnades någon gång på 1100- eller 1200-talet efter att salt upptäckts i Bochnia, en stad ca 40 km öster om Kraków. Gruvan kom att ingå i det kungliga gruvföretaget Żupy krakowskie (Krakóws saltbruk). Strax efter andra världskrigets slut stängdes gruvan och 1981 blev den kulturminnesmärkt.
Gruvorterna mäter 4,5 km i längd och ligger på cirka 330−468 meters djup på 16 olika nivåer. Augustpassagen är den primära gruvgången för transporter och kommunikationer. Den går från östra till västra delen av gruvan och sammankopplar i en rak linje nedersta delen av schakten Campi och Sutoris. Den ligger på ett djup av 176 meter, räknat från toppen av Sutorisschaktet och på ett djup av 212 meter räknat från toppen av Campischaktet. Augustpassagen kallades ursprungligen Långa spisen (Piec Długi). Den första delen, som sträcker sig mellan Rabsztynsluttningen och Campischaktet byggdes 1723−1743, i enlighet med en ritning av Jan Gottfried Borlach. Hans stora bedrift var att reglera gruvans leder genom att styra upp deras riktning och nivå. Som ett resultat av detta kunde Augustpassagen nå en längd av nära 3 kilometer de kommande årtiondena. Utgrävda gruvsalar, schakt och passager bildar en underjordisk stad som idag är öppen för besökare. Den största av de bevarade salarna har gjorts till ett sanatorium.
Ważynsalen fick sitt namn efter administratören (podżupek) Andrzej Ważyński. Kammarens djupläge, den största i saltgruvan, är 248 meter, dess längd 255 meter. Dess största bredd är 14,4 meter och dess största höjd 7,2 meter. Kammaren har inga stödjande pelare. Salt från Ważynsalen utvanns från 1697 fram till 1950-talet. I syfte att skapa ett sanatorium utvidgades dessa gamla utgrävningar med en LHD (hjullastare avsedd för lastning av bergmassor). Dessa arbeten pågick fram till 1984 och tack vare dessa syns Ernestschaktet från 1600-talet tydligt i gruvsalens tak. Ważynsalen har ett eget mikroklimat, med en konstant temperatur på mellan 14 och 16 °C, hög luftfuktighet (cirka 70 %) och en fördelaktig jonisering av luften – på samma gång mättad med natriumklorid och värdefulla spårämnen som magnesium, mangan och kalcium. Luften i salen utmärker sig genom sin renhet. Salen har utrustats med sängar, upp till 300 personer kan ligga här. Andra delar av Ważynsalen är: planer för volleyboll, basketboll och handboll, restaurang och konferenslokaler.
2013 sattes gruvan upp på världsarvslistan som en utvidgning av världsarvet Wieliczkas saltgruva (bildat 1978).